# Randy Ayers
Randall Duane Ayers, (nacido el 16 de abril de 1956 en Springfield, Ohio) es un entrenador de baloncesto estadounidense que ejerce como asistente en los Phoenix Suns.

## Trayectoria
[actualizar]